# Іонешть (Горж)
Іонешть, Іонешті (рум. Ionești) — село у повіті Горж в Румунії. Входить до складу комуни Іонешть.
Село розташоване на відстані 212 км на захід від Бухареста, 47 км на південь від Тиргу-Жіу, 44 км на північний захід від Крайови.

## Населення
За даними перепису населення 2002 року у селі проживали 1199 осіб, усі — румуни. Усі жителі села рідною мовою назвали румунську.